# Parafia św. Jana Chrzciciela w Jangrocie
Parafia Świętego Jana Chrzciciela w Jangrocie – rzymskokatolicka parafia, położona w dekanacie wolbromskim – Podwyższenia Krzyża św., diecezji sosnowieckiej, metropolii częstochowskiej w Polsce. Utworzona w 1515 roku.